# Crematogaster ochracea
Crematogaster ochracea är en myrart som beskrevs av Mayr 1862. Crematogaster ochracea ingår i släktet Crematogaster och familjen myror. Inga underarter finns listade i Catalogue of Life.